# Не отвечай по телефону!
«Не отвечай по телефону!» (англ. Don't Answer the Phone!) — американский фильм-слэшер 1980 года, режиссёром и сосценаристом которого выступил Роберт Хаммер.

## Сюжет
Ветеран вьетнамской войны, культурист-любитель и порнограф Кирк Смит — сумасшедший убийца, который бродит по улицам Лос-Анджелеса, душит до смерти молодых женщин и насилует их мертвые тела. Первый кадр фильма делит кадр на два изображения: Кирк, разминающий мышцы, и большое распятие. В промежутках между убийствами он совершает извращенные религиозные церемонии, ведёт беседы со своим мёртвым отцом или плачет, как ребёнок. Он неоднократно связывается с доктором Линдси Гейл, психологом, ведущей радиопередачи и сеансы частной терапевтической практики. Он звонит ей в шоу, говорит с притворным испанским акцентом и жалуется на хронические головные боли и провалы в памяти. Он преследует одну из пациенток доктора Гейл до дома с её сеанса терапии и замучивает до смерти. Он также убивает проститутку, разговаривая по телефону на шоу доктора Гейла, заставляя доктора Гейла слушать крики жертвы.
Двум детективам по имени Хэтчер и Маккейб поручено выследить его. Когда Маккейб впервые задает вопросы доктору Гейл, она ведет себя резко и недружелюбно. У неё развивается сильная неприязнь к нему. Однако позже он предотвращает самоубийство одной из её пациенток, после чего доктор Гейл влюбляется в Маккейба, и у них завязывается короткий роман.
Хэтчер и Маккейб посещают местный притон в поисках свидетеля, который видел, как душитель покидал место одного из своих убийств, но свидетель (который является сутенёром и наркоторговцем) нападает на них, и они убивают его, не имея возможности допросить.
Смита застаёт на месте его следующего убийства квартирная хозяйка жертвы, и в спешке он оставляет портфель с фотографиями, когда убегает с места преступления. Хэтчер и Маккейб показывают фотографии местному торговцу порнографией; он узнаёт в них работы авторства Кирка Смита, который в прошлом предоставлял ему высококачественные порнографические фотографии. Когда детективы обыскивают квартиру Смита, они находят его фотографии доктора Гейл и понимают, что он выбрал её своей следующей жертвой. В это время Смит вторгается в дом доктора Гейл, связывает её и издевается, разглагольствуя о своём детстве, хватая её за грудь и крича: «Заткнись, или я оторву твою грудь!»
Маккейб пребывает в дом доктора Гейл как раз вовремя, чтобы спасти её. В конце затяжной борьбы Маккейб несколько раз стреляет в Смита, в том числе в спину. Смит замертво падает в бассейн. Фильм заканчивается кадром изрешеченного пулями плавающего тела Смита, когда Маккейб произносит: «Адьос, урод!»

## В ролях
- Николас Уорт — Кирк Смит
- Фло Лоуренс (в титрах — Фло Джерриш) — доктор Линдси Гейл
- Джеймс Уэстморленд — лейтенант Крис Маккейб
- Бен Фрэнк[англ.] — сержант Хэтчер
- Дениз Галик[англ.] — Лиза
- Стэн Хейз — Адкинс
- Гэри Аллен — Джон Фелдон
- Памела Брайант[англ.] — Сью Эллен
- Майкл Д. Касл — лаборант

## Релиз
Crown International Pictures выпустила фильм 29 февраля 1980 года. К концу года фильм собрал 1 750 000 долларов США в прокате у дистрибьюторов на внутреннем рынке (США и Канада), что сделало его 105-м самым прибыльным фильмом 1980 года.
На VHS фильм был выпущен в Соединённых Штатах 28 февраля 1982 года компанией Media Home Entertainment. Впервые на DVD фильм был выпущен компанией Rhino Home Video в 2001 году, при этом использовалась цензурированная телеверсия, из которой было вырезано 9 минут. Полная же театральная версия была выпущена BCI Eclipse на DVD в октябре 2006 года. В 2017 году была издана восстановленная версия на DVD и Blu-ray компанией Vinegar Syndrome.

## Отзывы критиков
Фильм получил в основном негативные отзывы критиков. Винсент Кэнби в своей рецензии для The New York Times заявил, что фильм был «отвратительным, слабо исполненным эксплуатационным кино о парне-психопате, который бродит по Лос-Анджелесу, душит женщин чулками, а затем калечит их тела», также по его мнению, «ужасны игра актёров, сценарий и режиссура…». Пол Тейлор из журнала Time Out назвал его «обычным, безмозглым и одноразовым».

## Награды и номинации
| Год  | Премия                  | Категория    | Номинант     | Результат | Ист.  |
| ---- | ----------------------- | ------------ | ------------ | --------- | ----- |
| 1980 | Кинофестиваль в Сиджесе | Лучший актёр | Николас Уорт | Победа    | [ 8 ] |